# Rhamnétine
La rhamnétine est un composé organique de la famille des flavonols, naturellement présent dans le giroflier. La structure de la molécule a été déterminée par le chimiste autrichien Josef Herzig.
La rhamnétine est aussi naturellement présente sous la forme d'hétérosides, notamment la xanthorhamnine.